# عه بازم این یارو (برنامه رادیویی)

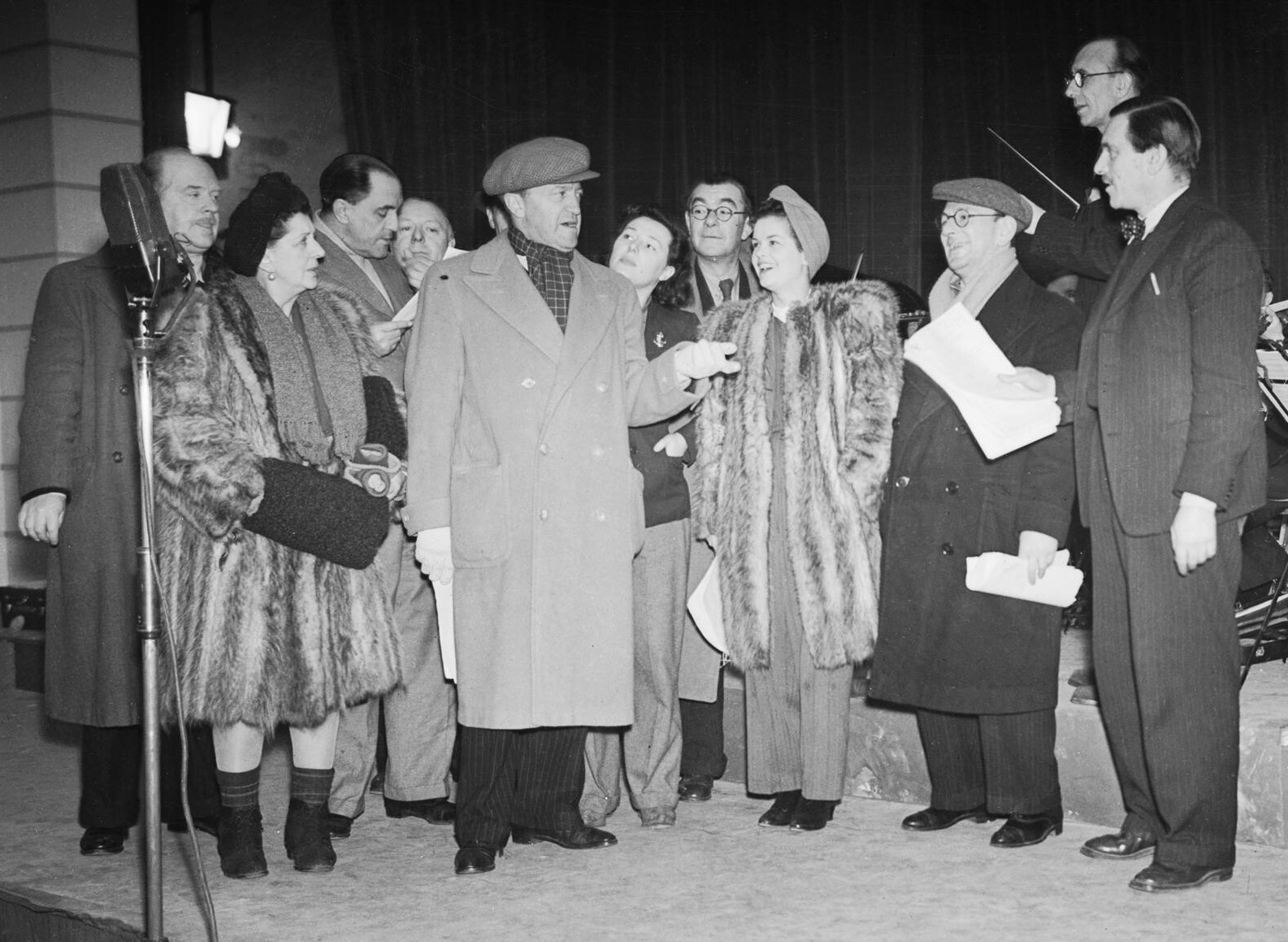
تامی هندلی و دیگر بازیگران در سال ۱۹۴۴

عه بازم این یارو (انگلیسی: It's That Man Again) یک برنامه کمدی رادیویی متعلق به بی‌بی‌سی بود که به مدت ۱۰ سال و در ۱۰ دوره از ۱۹۳۹ تا ۱۹۴۹ پخش شد. برنامه حول محور شخصیتی تامی هندلی برگزار می‌شد. او خیلی تندتند حرف می‌زد و دیگر شخصیت‌های برنامه تابع و هماهنگ با بازی او بودند.